# برمید لیتیم
برمید لیتیم (به انگلیسی: Lithium bromide) با فرمول شیمیایی LiBr یک ترکیب شیمیایی با شناسه پاب‌کم ۸۲۰۵۰ است که جرم مولی آن 86.845(3) g/mol می‌باشد. شکل ظاهری این ترکیب، جامد سفید است.

## کاربرد
در چیلرهای جذبی تک‌اثره، دو اثره و دایرکت‌فایر برای تولید سرما از برمید لیتیم استفاده می‌شود.